# Liste der Träger der Sächsischen Verfassungsmedaille
Diese Liste führt die Träger der Sächsischen Verfassungsmedaille auf. Die Auszeichnung wurde am 26. Mai 1997 erstmals vergeben.
| Jahr | Datum         | Träger der Sächsischen Verfassungsmedaille | Funktion |
| ---- | ------------- | ------------------------------------------ | --- |
| 1997 | 26. Mai       | Peter Adler                                | Mitglied des Landtags (SPD), Vorsitzender des Herbert-Wehner-Bildungswerks                                                               |
| 1997 | 26. Mai       | Roland Antkowiak                           | |
| 1997 | 26. Mai       | Martin Böttger                             | ehem. Mitglied des Landtags (Bündnis 90)                                                                                                 |
| 1997 | 26. Mai       | Albrecht Buttolo                           | Staatssekretär im Innenministerium; später Staatsminister des Innern (CDU)                                                               |
| 1997 | 26. Mai       | Ralf Donner                                | ehem. Mitglied des Landtags (Bündnis 90)                                                                                                 |
| 1997 | 26. Mai       | Helmut Münch                               | Mitglied des Landtags (CDU) |
| 1997 | 26. Mai       | Frank Heidan                               | Stadtverordneter in Plauen (CDU); später Mitglied des Landtags                                                                           |
| 1997 | 26. Mai       | Steffen Heitmann                           | Staatsminister der Justiz (CDU) |
| 1997 | 26. Mai       | Horst Krüger                               | Dipl.-Ing., Regierungsvizepräsident a. D. (SPD)                                                                                          |
| 1997 | 26. Mai       | Thomas Küttler                             | Superintendent der Evangelisch-Lutherischen Landeskirche Sachsens                                                                        |
| 1997 | 26. Mai       | Martin Lerchner                            | |
| 1997 | 26. Mai       | Annemarie Müller                           | |
| 1997 | 26. Mai       | Frank Neubert                              | Mitglied der Gruppe der 20 bei der friedlichen Revolution in Dresden                                                                     |
| 1997 | 26. Mai       | Karlheinz Blaschke                         | Lehrstuhlinhaber für Sächsische Landesgeschichte an der TU Dresden (CDU)                                                                 |
| 1997 | 26. Mai       | Jörg-Peter Weigle                          | Dirigent, Leiter des Hochschulorchesters der Musikhochschule Dresden                                                                     |
| 1997 | 26. Mai       | Andreas Richter                            | |
| 1997 | 26. Mai       | Frank Richter                              | katholischer Theologe; Gründer der Gruppe der 20                                                                                         |
| 1997 | 26. Mai       | Regina Schild                              | Leiterin der Außenstelle Leipzig des Bundesbeauftragten für die Unterlagen des Staatssicherheitsdienstes                                 |
| 1997 | 26. Mai       | Martin Schmidt                             | |
| 1997 | 26. Mai       | Arnold Vaatz                               | Mitglied des Landtags, Mitglied des CDU-Bundesvorstands; später Mitglied des Bundestags                                                  |
| 1998 | 26. Mai       | Christof Ziemer                            | ehemaliger ev.-luth. Superintendent von Dresden-Mitte, ehem. Vorsitzender der Ökumenischen Versammlung (Friedensbewegung in der DDR)     |
| 1998 | 26. Mai       | Wolf-Dieter Eckardt                        | |
| 1998 | 26. Mai       | Günter Kröber                              | ehem. Mitglied des Landtags (FDP); Richter am Verfassungsgerichtshof                                                                     |
| 1998 | 26. Mai       | Günter Krone                               | ehem. Mitglied des Landtags (CDU) |
| 1998 | 26. Mai       | Lothar Kuczera                             | |
| 1998 | 26. Mai       | Hans von Mangoldt                          | Verfassungsrechtler an der Universität Tübingen, Richter am Sächsischen Verfassungsgerichtshof                                           |
| 1998 | 26. Mai       | Konrad von Rotberg                         | |
| 1998 | 26. Mai       | Hans-Peter Schneider                       | Staatsrechtler an der Universität Hannover, Richter am Sächsischen Verfassungsgerichtshof                                                |
| 1999 | 26. Mai       | Uta Dittmann                               | ehem. Ressortleiterin Kultur der Dresdner Tageszeitung Die Union                                                                         |
| 1999 | 26. Mai       | Herbert Wagner                             | Oberbürgermeister von Dresden (CDU) |
| 1999 | 26. Mai       | Friedbert Groß                             | Mitglied des Landtags, sächsischer Kultusminister (CDU)                                                                                  |
| 1999 | 26. Mai       | Hans-Ulrich Herzberg                       | Landespolizeipräsident a. D. |
| 1999 | 26. Mai       | Werner Juza                                | |
| 1999 | 26. Mai       | Günter Kleinschmidt                        | |
| 1999 | 26. Mai       | Peter Neunert                              | |
| 1999 | 26. Mai       | Klaus Wilhelm                              | |
| 2000 | 27. Mai       | Stephan Bischof                            | |
| 2000 | 27. Mai       | Reinhard Decker                            | |
| 2000 | 27. Mai       | Maritha Dittmer                            | |
| 2000 | 27. Mai       | Hans Geisler                               | Staatsminister für Soziales, Gesundheit und Familie (CDU)                                                                                |
| 2000 | 27. Mai       | Karl-Heinz Kunckel                         | ehem. SPD-Landesvorsitzender; Mitglied des Landtags                                                                                      |
| 2000 | 27. Mai       | Wolfgang Gülich                            | |
| 2000 | 27. Mai       | Konrad Heinze                              | |
| 2000 | 27. Mai       | Hansi-Christiane Merkel                    | |
| 2000 | 11. Dezember  | Jürgen Bergmann                            | Oberkirchenrat, Beauftragter der ev. Kirchen beim Freistaat Sachsen                                                                      |
| 2001 | 26. Mai       | Ludmila Budar                              | ehem. Vorsitzende der Stiftung für das sorbische Volk; Vorsitzende des Sorbischen Schulvereins, Geschäftsführerin des Domowina-Verlags   |
| 2001 | 26. Mai       | Claus Dittrich                             | Präsident der Handwerkskammer Dresden, Engagement im Wiederaufbau des ostdeutschen Handwerks nach der Wiedervereinigung                  |
| 2001 | 26. Mai       | Michael Feist                              | Landesweiter Runder Tisch gegen Gewalt (1992 bis 2008); Vizepräsident a. D. der Landesdirektion Sachsen                                  |
| 2001 | 26. Mai       | Walter Priesnitz                           | |
| 2001 | 26. Mai       | Rainer Eichhorn                            | Oberbürgermeister von Zwickau (CDU) |
| 2001 | 26. Mai       | Gunther Hatzsch                            | Mitglied des Landtags (SPD) |
| 2001 | 26. Mai       | Christine Heitmann                         | |
| 2001 | 26. Mai       | Markus Lesch                               | |
| 2001 | 26. Mai       | Jan Malig                                  | |
| 2002 | 27. Mai       | Gabriele Feyler                            | |
| 2002 | 27. Mai       | Helmut Müller                              | ehem. Mitglied des Landtags (CDU) |
| 2002 | 27. Mai       | Kurt Biedenkopf                            | Ministerpräsident (CDU) |
| 2002 | 27. Mai       | Heiner Sandig                              | Mitglied des Landtags (CDU) |
| 2003 | 02. Mai       | Vytautas Landsbergis                       | 1990–1992 kommissarisches Staatsoberhaupt Litauens; später Mitglied des Europäischen Parlaments (Vaterlandsbund)                         |
| 2003 | 26. Mai       | Theodor Lehmann                            | Pfarrer und Evangelist, DDR-Regimekritiker                                                                                               |
| 2003 | 26. Mai       | Gisela Schwarz                             | Mitbegründerin des SPD-Unterbezirks Erzgebirge 1990. Landtagsabgeordnete 1990–2009.                                                      |
| 2003 | 26. Mai       | Heinrich Oberreuter                        | Gründungsdekan für Geistes- und Sozialwissenschaften der TU Dresden, Mitgründer des Hannah-Arendt-Instituts (CSU)                        |
| 2003 | 26. Mai       | Matthias Reichenbach                       | Bürgerrechtler im Neuen Forum, Mitglied des Koordinierungsausschuss für die Bildung des Landes Sachsen                                   |
| 2003 | 26. Mai       | Cosima Stracke-Nawka                       | Engagement im „Runden Tisch gegen Gewalt des Freistaates Sachsen“ seit Dezember 1992                                                     |
| 2003 | 26. Mai       | Helmut Trommer                             | Gründer von „Jugendforum Sachsen – Glauben und Werte“                                                                                    |
| 2004 | 22. Mai       | Harald Bretschneider                       | evang. Landesjugendpfarrer 1979–1991; Rüstungsgegner                                                                                     |
| 2004 | 22. Mai       | Werner Dietz                               | Mitbegründer der Stiftung „Sächsische Gedenkstätten zur Erinnerung an die Opfer politischer Gewaltherrschaft“                            |
| 2004 | 22. Mai       | Brigitte Dörfelt                           | Landesvorsitzende des Sächsischen Landfrauenverbandes                                                                                    |
| 2004 | 22. Mai       | Bernd-Dietmar Kammerschen                  | Verdienste um Wiedererrichtung des Freistaates Sachsen, Stiftungsdirektor der Sächsischen Landesstiftung Natur und Umwelt                |
| 2004 | 22. Mai       | Werner Schmidt                             | Ehrenpräsident der Vereinigung ehemaliger Mitglieder des Sächsischen Landtages e. V. (CDU)                                               |
| 2005 | 26. Mai       | Edith Franke                               | Vorsitzende „Dresdner Tafel“ |
| 2005 | 26. Mai       | Thomas Giesen                              | Sächsischer Datenschutzbeauftragter 1991–2003                                                                                            |
| 2005 | 26. Mai       | Helmut Richter                             | Aufbau der Bundeslandsmannschaft Sachsen (1959–1993) und der Stiftung Land Sachsen                                                       |
| 2005 | 26. Mai       | Matthias Rößler                            | Sächsischer Staatsminister für Kultus 1994–2002, Sächsischer Staatsminister für Wissenschaft und Kunst 2002–2004 (CDU)                   |
| 2005 | 26. Mai       | Gottfried Seltmann                         | Kulturbund Sachsen |
| 2005 | 26. Mai       | Volker Nollau                              | Verdienste um die Evangelische Landeskirche Sachsens und das Diakonische Werk                                                            |
| 2005 | 26. Mai       | Ludwig Güttler                             | Wiederaufbau der Dresdner Frauenkirche                                                                                                   |
| 2006 | 04. September | Thomas Pfeiffer                            | Präsident des Sächsischen Verfassungsgerichtshofes a. D.                                                                                 |
| 2007 | 02. Juni      | Klaus Budewig                              | Präsident des Sächsischen Verfassungsgerichtshofes a. D.                                                                                 |
| 2007 | 02. Juni      | Wolfgang Nicht                             | Präsident Deutsch-Polnische Gesellschaft Sachsen e. V.                                                                                   |
| 2007 | 02. Juni      | Siegfried Hentschel                        | ehrenamtliches Engagement in der Gedenkstätte Bautzner Straße Dresden                                                                    |
| 2007 | 02. Juni      | Freya Klier                                | Bürgerrechtlerin; Verdienste um die Aufarbeitung der DDR-Vergangenheit                                                                   |
| 2007 | 02. Juni      | Maria Michalk                              | Bundestagsabgeordnete, Rat für sorbische Angelegenheiten im Freistaat Sachsen                                                            |
| 2008 | 31. Mai       | Rudolf Albrecht                            | Engagement in der kirchlichen Friedensbewegung, evang. Seelsorger für Bausoldaten                                                        |
| 2008 | 31. Mai       | Peter Lenk                                 | Vorstandsvorsitzender des Fördervereins zum Wiederaufbau des Lingnerschlosses Dresden                                                    |
| 2008 | 31. Mai       | Dietmar Haase                              | ehem. Landesgeschäftsführer des DRK-Landesverbandes Sachsen, stellv. Vorsitzender der Sächsischen Tafeln                                 |
| 2008 | 31. Mai       | Rosemarie Neuberger                        | Einsatz um die Suchtkrankenhilfe in Sachsen                                                                                              |
| 2008 | 31. Mai       | Rainer Eckert                              | Direktor des Zeitgeschichtlichen Forums in Leipzig                                                                                       |
| 2008 | 31. Mai       | Hans-Christoph Rademann                    | Engagement für Kunst und Kultur in und für Sachsen                                                                                       |
| 2009 | 13. Juni      | Reiner Burger                              | landespolitischer Korrespondent der Frankfurter Allgemeinen Zeitung in Dresden (2001–2009)                                               |
| 2009 | 13. Juni      | Wolf-Dieter Legall                         | erster Direktor der Sächsischen Landeszentrale für politische Bildung (1996–2009)                                                        |
| 2009 | 13. Juni      | Peter Eisenfeld                            | Autor des Buches „… rausschmeißen … – Zwanzig Jahre politische Gegnerschaft in der DDR“                                                  |
| 2009 | 13. Juni      | Ute Georgi                                 | Vorsitzende der Vereinigung ehemaliger Mitglieder des Sächsischen Landtags e. V.                                                         |
| 2009 | 13. Juni      | Martin Henker                              | evang. Stadtjugendpfarrer Dresdens im Herbst 1989, später Mitglied des „Runden Tisches gegen Gewalt des Freistaates Sachsen“             |
| 2009 | 13. Juni      | Susann-Cordula Koch                        | Vorstandssprecherin der Landesarbeitsgemeinschaft der Selbsthilfekontaktstellen Sachsen e. V.                                            |
| 2010 | 15. Mai       | Wolf-Dieter Beyer                          | Gründungsmitglied der Organisation „Demokratischer Aufbruch“, ehem. Mitglied des Landtags (CDU)                                          |
| 2010 | 15. Mai       | Maria Diersch                              | Vizepräsidentin „Deutsch-Polnische Gesellschaft Sachsen“                                                                                 |
| 2010 | 15. Mai       | Benedikt Dyrlich                           | langjähriger Chefredakteur der sorbischen Abendzeitung „Serbske Nowiny“                                                                  |
| 2010 | 15. Mai       | Michael Lersow                             | erster Landesvorsitzender der SPD Sachsen (1990)                                                                                         |
| 2010 | 15. Mai       | Ingrid Mössinger                           | Leiterin der Kunstsammlungen Chemnitz |
| 2010 | 15. Mai       | Jan Post-Uhlemann                          | ehrenamtlicher Vorstandsvorsitzender des Heinrich-Schütz-Konservatoriums                                                                 |
| 2010 | 15. Mai       | Ludwig Rade                                | Vorsitzender der FDP-Fraktion im sächs. Landtag (1993/94)                                                                                |
| 2011 | 28. Mai       | Alexandra Gerlach                          | Journalistin, Landeskorrespondentin Deutschlandradio/Deutschlandfunk                                                                     |
| 2011 | 28. Mai       | Marlies Giebe                              | Leiterin der Restaurierungswerkstatt der Gemäldegalerien Alte Meister und Neue Meister der Staatlichen Kunstsammlungen Dresden           |
| 2011 | 28. Mai       | Erich Iltgen                               | ehemaliger sächsischer Landtagspräsident (CDU)                                                                                           |
| 2011 | 28. Mai       | Joachim Reinelt                            | Bischof von Dresden-Meißen |
| 2011 | 28. Mai       | Steffen Richter                            | Geschäftsbereichsleiter beim Landessportbund Sachsen, Kuratoriumsmitglied Tag der Sachsen                                                |
| 2011 | 28. Mai       | Peter Seifert                              | ehemaliger Oberbürgermeister von Chemnitz (SPD)                                                                                          |
| 2011 | 28. Mai       | Steffen Winter                             | Journalist, Landeskorrespondent des Spiegel                                                                                              |
| 2011 | 08. Juni      | Thomas Kunze                               | Regionalbeauftragter der Konrad-Adenauer-Stiftung für Zentralasien                                                                       |
| 2012 | 10. April     | Johannes Gerlach                           | ehemaliger Landtagsabgeordneter (SPD) |
| 2012 | 02. Juni      | Gabriele Auenmüller                        | Chefsouffleuse der Sächsischen Staatsoper Dresden                                                                                        |
| 2012 | 02. Juni      | Fritz Hähle                                | ehemaliger Landtagsabgeordneter (CDU) |
| 2012 | 02. Juni      | Roderich Kreile                            | Kantor des Dresdner Kreuzchors |
| 2012 | 02. Juni      | Brigitte Kuhle                             | Mitarbeiterin der Geschäftsstelle des Tages der Sachsen                                                                                  |
| 2012 | 02. Juni      | Jutta Schmidt                              | ehemalige Landtagsabgeordnete (CDU) |
| 2012 | 02. Juni      | Christian Schramm                          | ehemaliger Oberbürgermeister von Bautzen (CDU)                                                                                           |
| 2013 | 01. Juni      | Ulf Großmann                               | Präsident der Kulturstiftung des Freistaates Sachsen                                                                                     |
| 2013 | 01. Juni      | Bernd Heinitz                              | Chef des Naturschutzbundes (Nabu) in Sachsen                                                                                             |
| 2013 | 01. Juni      | Karl Keßner                                | Handwerksmeister |
| 2013 | 01. Juni      | Karl Mannsfeld                             | Landtagsabgeordneter (CDU) |
| 2013 | 01. Juni      | Bernd Müller-Kaller                        | Landesvorsitzender der Vereinigung der Opfer des Stalinismus                                                                             |
| 2013 | 01. Juni      | Elke Urban                                 | Leiterin des Leipziger Schulmuseums |
| 2013 | 01. Juni      | Marlies Volkmer                            | Bundestagsabgeordnete (SPD) |
| 2014 | 24. Mai       | Martin Dulig                               | Fraktionsvorsitzender der SPD-Landtagsfraktion                                                                                           |
| 2014 | 24. Mai       | Steffen Flath                              | Fraktionsvorsitzender der CDU-Landtagsfraktion                                                                                           |
| 2014 | 24. Mai       | Antje Hermenau                             | Fraktionsvorsitzende der Die Grüne-Landtagsfraktion                                                                                      |
| 2014 | 24. Mai       | Jarmila Krejčiková                         | Generalkonsulin der Tschechischen Republik                                                                                               |
| 2014 | 24. Mai       | Marko Schiemann                            | Landtagsabgeordneter (CDU) |
| 2014 | 24. Mai       | Holger Zastrow                             | Fraktionsvorsitzender der FDP-Landtagsfraktion                                                                                           |
| 2015 | 30. Mai       | Volker Bandmann                            | ehemaliges Mitglied des Sächsischen Landtags und innenpolitischer Sprecher der CDU-Fraktion                                              |
| 2015 | 30. Mai       | Thomas Colditz                             | Mitglied des Sächsischen Landtags, ehemaliger bildungspolitischer Sprecher der CDU-Fraktion                                              |
| 2015 | 30. Mai       | Hans-Jürgen Hardtke                        | Vorsitzender des Landesvereins Sächsischer Heimatschutz e. V.                                                                            |
| 2015 | 30. Mai       | Iris Kloppich                              | Vorsitzende des DGB im Landesbezirk Sachsen, Vorsitzende des Verwaltungsrates der AOK Plus                                               |
| 2015 | 30. Mai       | Klaus-Dieter Münch                         | Mitglied des Stadtrates in Taucha (CDU-Fraktion)                                                                                         |
| 2015 | 30. Mai       | Helma Orosz                                | ehemalige Oberbürgermeisterin der Stadt Dresden und Staatsministerin für Soziales                                                        |
| 2015 | 30. Mai       | Andrea Roth                                | Mitglied des Sächsischen Landtags und Sprecherin für direkte Demokratie und Beauftragte für Bürgeranliegen der Fraktion DIE LINKE        |
| 2016 | 25. Juni      | Bodo Finger                                | ehemaliger Präsident des Verbandes der Sächsischen Metallindustrie (VSME) und Präsident der Vereinigung der Sächsischen Wirtschaft (VSW) |
| 2016 | 25. Juni      | Judith Kubitz                              | Dirigentin der Philharmonie Baden-Baden                                                                                                  |
| 2016 | 25. Juni      | Frank Nemetz                               | Landesvorsitzender der Vereinigung der Opfer des Stalinismus (VOS)                                                                       |
| 2016 | 25. Juni      | Werner Schneider                           | Professor für Statik und Dynamik an der TU Dresden und Initiator der Leipziger Notenspur                                                 |
| 2016 | 25. Juni      | Peter Schowtka                             | ehemaliges Mitglied des Sächsischen Landtages (CDU-Fraktion) und Bürgermeister von Wittichenau                                           |
| 2016 | 25. Juni      | Ina Alexandra Tust                         | Rechtsanwältin |
| 2017 | 10. Juni      | Jürgen Bönninger                           | Geschäftsführer der FSD Fahrzeugsystem Dresden GmbH                                                                                      |
| 2017 | 10. Juni      | Brunhild Fischer                           | Musikerin |
| 2017 | 10. Juni      | Florian Merz-Betz                          | Generalmusikdirektor, Chefdirigent und Intendant der Chursächsischen Philharmonie                                                        |
| 2017 | 10. Juni      | Knut Neumann                               | Vorsitzender der Historischen Freiberger Berg- und Hüttenknappschaft                                                                     |
| 2017 | 10. Juni      | Sabine Popp                                | Unternehmerin |
| 2017 | 10. Juni      | Uta Windisch                               | ehemaliges Mitglied des Sächsischen Landtages (CDU-Fraktion)                                                                             |
| 2018 | 16. Juni      | Rosmarie Hennig                            | Gesangslehrerin |
| 2018 | 16. Juni      | Barbara Ludwig                             | Oberbürgermeisterin von Chemnitz |
| 2018 | 16. Juni      | Hans Penz                                  | ehemaliger Präsident des Landtags von Niederösterreich                                                                                   |
| 2018 | 16. Juni      | Wolfgang Schaller                          | Intendant der Staatsoperette Dresden |
| 2018 | 16. Juni      | Peter Schindzielorz                        | ehemaliger Landesvorsitzender des Paritätischen Wohlfahrtsverbandes                                                                      |
| 2018 | 16. Juni      | Frank Vogel                                | Landrat des Erzgebirgskreises |
| 2019 | 01. Juni      | Andreas Beuchel                            | Meißner Superintendent und Dompfarrer |
| 2019 | 01. Juni      | Christine Clauß                            | ehemalige Staatsministerin für Soziales und Gesundheit in Sachsen                                                                        |
| 2019 | 01. Juni      | Wolfgang Hentrich                          | 1. Konzertmeister der Dresdner Philharmonie                                                                                              |
| 2019 | 01. Juni      | Peter S. Kaul                              | ehemaliger Präsident des Schweizerisch-Deutschen Wirtschaftsclubs                                                                        |
| 2019 | 01. Juni      | Birgit Munz                                | Präsidentin des Sächsischen Verfassungsgerichtshofs                                                                                      |
| 2019 | 01. Juni      | Konrad Riedel                              | Innungsobermeister des Bäckerhandwerks                                                                                                   |
| 2019 | 01. Juni      | Kerstin Stopp                              | Sonderpädagogin |
| 2020 | 18. Juli      | Rosemarie Pohlack                          | Landeskonservatorin |
| 2020 | 18. Juli      | Heinz Galle                                | stellvertretender Vorsitzender der Vereinigung der Opfer des Stalinismus, Landesverband Sachsen                                          |
| 2020 | 18. Juli      | Stefan Fraas                               | Generaldirektor und Intendant der Philharmonie Vogtland                                                                                  |
| 2020 | 18. Juli      | Friedrich-Wilhelm von Rauch                | Geschäftsführer der Ostdeutschen Sparkassenstiftung                                                                                      |
| 2020 | 18. Juli      | Roland Ermer                               | Bäckermeister |
| 2020 | 18. Juli      | Dorit Seichter                             | Lehrerin |
| 2020 | 18. Juli      | Mordechay Lewy                             | Diplomat und Historiker |
| 2021 | 29. Mai       | Michael Albrecht                           | Dekan der Medizinischen Fakultät an der TU Dresden, Medizinischer Vorstand des Universitätsklinikums Carl Gustav Carus                   |
| 2021 | 29. Mai       | Steffi Haupt                               | Architektin, Leiterin der Denkmalpflege der Stadt Zwickau                                                                                |
| 2021 | 29. Mai       | Dieter Landgraf-Dietz                      | Landesvorsitzender des Volksbunds Deutscher Kriegsgräberfürsorge in Sachsen                                                              |
| 2021 | 29. Mai       | Christoph Scheurer                         | Landrat des Landkreises Zwickau |
| 2021 | 29. Mai       | Sonja Schilg                               | Unternehmerin |
| 2021 | 29. Mai       | Horst Wehner                               | Landtagsvizepräsident |
| 2021 | 29. Mai       | Gerald Wiemers                             | Historiker |
| 2022 | 11. Juni      | Bärbel Kemper                              | Unternehmerin (Landgut Kemper & Schlomski)                                                                                               |
| 2022 | 11. Juni      | Albrecht Koch                              | Kirchenmusiker |
| 2022 | 11. Juni      | Thomas Rolle                               | Unternehmer (Rolle Mühle) |
| 2022 | 11. Juni      | Mike Ruckh                                 | 1992 bis 2022 Bürgermeister bzw. Oberbürgermeister von Sebnitz                                                                           |
| 2022 | 11. Juni      | Sabine Schubert                            | Vorsitzende des Ernst-Rietschel-Kulturrings in Pulsnitz                                                                                  |
| 2022 | 11. Juni      | Walter Christian Steinbach                 | 1991 bis 2010 Regierungspräsident von Leipzig                                                                                            |
| 2023 | 03. Juni      | Karl-Heinz Binus                           | langjähriger Präsident des Sächsischen Rechnungshofes                                                                                    |
| 2023 | 03. Juni      | Berndt Dietze                              | Diplom-Ingenieur aus Dresden |
| 2023 | 03. Juni      | Bernd-Lutz Lange                           | Autor und Kabarettist |
| 2023 | 03. Juni      | Aloysius Mikwauschk                        | Mitglied des Landtags (CDU) |
| 2023 | 03. Juni      | Uta Neidhardt                              | Oberkonservatorin der Staatlichen Kunstsammlungen Dresden                                                                                |
| 2023 | 03. Juni      | Sabrina Sadowska                           | Ballettdirektorin in Chemnitz |
| 2023 | 03. Juni      | Bernd Schlobach                            | Bürgermeister von Dommitzsch |
| 2023 | 03. Juni      | Holker Thierfeld                           | Vorsitzender der Gemeinschaft ehemaliger politischer Häftlinge, Vereinigung der Opfer des Stalinismus e. V. – Bezirksgruppe Chemnitz     |
| 2024 | 08. Juni      | Antje Bergmann                             | erste sächsische Professorin für Allgemeinmedizin                                                                                        |
| 2024 | 08. Juni      | Andrea Dombois                             | Landtagsvizepräsidentin, Präsidentin der Europäischen Bewegung sowie engagiert im Volksbund Deutsche Kriegsgräberfürsorge                |
| 2024 | 08. Juni      | Klaus Eulenberger                          | Veterinärmediziner, ehemaliger Cheftierarzt des Leipziger Zoos                                                                           |
| 2024 | 08. Juni      | Andrea Jedzig                              | Bürgermeisterin der Stadt Treuen |
| 2024 | 08. Juni      | Eckhard Jesse                              | Politikwissenschaftler und Extremismusforscher                                                                                           |
| 2024 | 08. Juni      | Thomas Jurk                                | Staatsminister a. D. |
| 2024 | 08. Juni      | Neo Rauch                                  | Maler und Hochschullehrer |
| 2024 | 08. Juni      | Christian Thielemann                       | Chefdirigent der Sächsischen Staatskapelle                                                                                               |